# Cytinus visseri
Cytinus visseri är en tvåhjärtbladig växtart som beskrevs av Burgoyne. Cytinus visseri ingår i släktet Cytinus och familjen Cytinaceae. Inga underarter finns listade i Catalogue of Life.